# 囚人と紙飛行機
『囚人と紙飛行機』（しゅうじんとかみひこうき）は、猫ロ眠@囚人P（以下囚人P）による日本のライトノベル、およびそれを原作とした紅村岬による漫画。囚人P自身が2008年、2009年に発表した曲「囚人」と「紙飛行機」を元にしたもの。小説はPHP研究所より、2012年5月から2015年1月にかけて5冊が刊行された。漫画は『月刊コミックジーン』（メディアファクトリー）にて、2012年11月号から2013年11月号まで連載された。

## 概要
楽曲の「囚人」と「紙飛行機」は、囚人Pがそれぞれ2008年と2009年に動画共有サービスニコニコ動画で発表した曲である。収容所に収監された囚人の少年と柵越しに出会った少女との、紙飛行機による交流と、悲劇の物語を描いたもので、「囚人」は少年の視点、「紙飛行機」は少女の視点で描かれている。ボーカルには音声合成技術VOCALOIDの音源鏡音リン・レンを用いている。VOCALOIDのファンからは「鏡音三大悲劇」の一つとして数えられている。
小説『囚人と紙飛行機』は、楽曲を元に囚人P自身が執筆したもので、2012年5月に囚人編として『囚人と紙飛行機 少年パラドックス』が、11月に紙飛行機編として『囚人と紙飛行機 少女アポリア』、2013年6月に物語の舞台裏を描く『囚人と紙飛行機 裏方アンチノミー』、2014年10月にカイムラルの過去を描いた前編『囚人と紙飛行機 青年パラドキシカル』、2015年1月に後編『囚人と紙飛行機 青年ノーサイド』が刊行された。小説は囚人P自身が執筆したものではあるが、公式設定ではなく、あくまで囚人Pが想像する『囚人と紙飛行機』であるとされている。これは、小説の以前より楽曲から世界を作り上げてきた絵師、動画師、リスナーへの配慮からである。同じ作者による別のシリーズ『カタストロフの夢』（角川ビーンズ文庫）と繋がる、『囚人と前後史曲 粛清モラトリアム』が 2016年6月に発売。

## あらすじ
スディペイド収容所に収監されている劣悪な環境に置かれる囚人の少年・収容番号420番と、スディペイド病院に入院する少女が、ある日柵越しに出会い、恋に落ちる。そして、互いの素性を明らかにしないまま手紙を紙飛行機にして文通するやり取りを始める。

## 主な登場人物
「囚人と紙飛行機」では主にVOCALOIDを元にした登場人物が設定されている。括弧内は元となったVOCALOIDもしくはその関連キャラクター。
420番 (鏡音レン)
スディペイド収容所に収容されている少年。看守からのみならず同じ収容者からも嫌がらせを受けていた。柵の向こうの少女と出会い、恋におちる。収監される前の記憶を失っている。その正体は最強の戦闘種族のリーダー〈英雄〉ラフテル・ミランの次男リックス・ミラン。世界を揺るがした大戦後、戦勝国として平和を取り戻した帝國ギルティニアの宮殿で家族、友人らと暮らしていたが、時の皇帝アルス・ノヴァⅡ世の策により同種族の仲間たちと共に国賊として追われる羽目になる。宮殿から逃げている途中、幼馴染みの1人リル・フォルナーラをかばって無数の矢を背中に負い捕らえられてしまうが、この時記憶喪失となる。
ルリ (鏡音リン)
スディペイド病院フロア6に入院している金髪の少女。柵の向こうの少年と出会い、恋に落ちる。ルリはあだ名で、本名は不明。全身の機能が時間と共に失われていく不治の病を患っており、現在は言葉を話すことができない。スディペイド収容所所長パカートを父に、副所長カイムラルを兄に持ち、二人の(主に兄の影響で)よく難しい言葉を使う。病院に入院する前は帝國の宮殿にいたようだが、詳細は不明。また、420番の幼馴染みリル・フォルナーラに容姿が似ているが、この関係性も不明。
カイムラル・フラグ(ペルデント) (KAITO)
スディペイド収容所の副所長で、ルリを溺愛している兄。すべての立場に偏るのを嫌い、〈お持て成し占い〉(ノーサイド)の異名を持つ。帝國四大狂種の一人〈狂軍師〉。かつての大戦中は〈蒼き猟犬〉(デュアルワイルド)として活躍する生粋の帝國軍人だったが、見方である上司に所属する隊ごと切り捨てられたことで行き場をなくしてしまう。そんな時「ルリ」と呼ばれるスタイン人の女性に拾われ、彼女の所属する〈共有旗〉(フラグメント)の手伝いを通して考え方や価値観を180度変えていく。しかし、〈共有旗〉とカイムラルの物語の最後に起きた出来事のせいで、その後彼は何も選ぶことのできない〈中庸〉を漂うことになる。
パカート・ペルデント
スディペイド収容所の所長で、カイムラル、ルリの父。すべてに取り残され、溢れることから読者と揶揄され、〈読裁者〉(リーダー)と呼ばれる。かつての大戦時はラフテル率いる〈種族〉と一般人の仲介役をする苦労人だった。
シャズナ・アイボリー
スディペイド収容所の囚人。収容者番号003の『一桁』(セルター)。人の不幸は蜜の味であると考えられるほど残忍な言動と行動をとる。リバクール自警団の副団長を務めていたが、団長夫妻処刑の際に連れて逃げた夫妻の一人娘を国軍から庇って捕らえられた。420番の過去と正体を知っている。
ロロ・ローレライト (66(ロロ))
収容者番号008の『一桁』(セルター)。語尾に(笑)を付けるなど特徴的なしゃべり方をする。420番とシャズナとのスキーム(石を投げて右手と左手どちらに入ってるか当てる賭け事)で審判を務めた。
メイカ・ファロウス (MEIKO)
スディペイド収容所では数少ない女性の収容者。番号は144番。「第三の仕事」に従事し、パカート監視下の元リイアの実験にも手を貸している。"何もかも全て分かってしまう"という特級の《天災児（クレイジーニアス）》。
ガクラ・ジャグラック(神威がくぽ)
スディペイド収容所の収容者。番号は不明。420番の『目』を気に入り、目を付ける。420番のことを「ゴリアビッション」と名付けたが420番が拒否したため、その後「ファン」と呼ぶようになった。"ラックスもまだそこにいるはずだ"という発言から、捕らえられる前は420番の兄ラックスと行動を共にしていた模様｡
ミルカ・キーサイド (巡音ルカ)
スペディック収容所の副所長。〈運命停止〉(パラレルワールド)の二つ名を持つ。人は食われる側と食う側に分かれていない。みな喰らう側だ。が持論の好戦的な女性。かつては帝國最強の13人帝國戒騎士団に所属していた人格破綻者。四大狂種の一人、〈狂戦士〉。大戦中秘密裏に〈種族〉のとある男性との間に娘をもうけ、現在生き別れていることをカイムラルに暴露する。
ハル・ヴァーク
スディペイド病院の研修医。ルリの友人となり、病院を抜け出す手助けをする。《白々しく腹黒い誓い（モノクローン）》の片割れであり、皇帝アルスの隠された実子。本名エドワード・ヴィ・クララドレス・ハル・クリプタニア。
リイア・カイロ(IA)
ルリの入院するスディペイド病院フロア6を〈人魚救命〉(マーメイドインヘル)統括する医師。ルリの担当医でもある。≪黄泉返した本（リヴァイブル）≫の一頁。身長がとても小さくムキになりやすい。研修医のハルや患者のルリによくいじられている。病院内でもトップクラスの天才で、メイカ、カイムラルらの協力のもと被検体No420(ルリ)を使って人体種族化実験を行っている。
レミュウ・ヴェルフェアリ
スディペイド病院に入院する25歳の女性。常にテンションが高い。皮膚呼吸と思われるほど句読点がなく、早口でよく喋る。周囲からは言語的機関銃(アサルトーク)と恐れられている。病名不明。
サラ・カルシーファ
スディペイド病院フロア6のA棟に入院する9歳の女の子。幼い外見とは裏腹に、薬をキセルで服用する、病棟でたまたま会ったルリの胸ぐらを掴みあげるなど、幼女らしからぬ言動や行動が多い。"嘘を操る"という特級の《天災児》。
シーエ・カルラ (骸音シーエ)
スディペイド病院医院長。《黄泉返した本（リヴァイブル）》の《所持者（ホルダー）》でもある。帝國四大狂種の一人、〈狂医師〉。二つ名は〈人畜無害〉(ノーペイン)見た目は女だが声は男のようで、性別は不明。頭に生きたフナムシを乗せている。リイアよりも先に人体種族化に成功している。かつて〈共有旗〉に所属していた描写があるが、詳細不明。
アルビ・スティアー
シーエ・カルラの秘書。外見とは裏腹に、人間離れした肉体能力を持っている。その正体は、シーエによる初の種族化成功者。
ルリ・F・アルマーニ
非営利独立医療組織〈共有旗〉(フラグメント)の支援部、看護師長。スタイン人。「怪我人や病人を治療することに理由はいらない」が信条。様々な言語が入り交じった独特の喋り方とマイペースかつ徹底した平和主義が特徴。カイムラルを最初に助けたのも彼女。しかしその正体は、スタイン連邦の諜報員で腹黒、人の命を何とも思わない女性。本名ミスリル・L・アルマーニ。
ルカナ
《共有旗》を守護する《反旗隊(アンチフラグ)》に所属する、他人との関わり合いを避けている孤高の少女。対多数の戦闘時に最も強くなる、ジェノサイド型の戦士。雪国ケーク王国出身で暑がり。カイムラルとの出会いの中で固く閉ざした心を少しずつ開いていく。その本性はとても純粋で不器用ながら優しい。
ミレン・H・アラダイト
《反旗隊》所属の傭兵。スタイン人。
メイジャ・ブケファロウ
《共有旗》の医療部長。
ナジュラ
《共有旗》医療部所属の見習い医師。チュプラの姉。ハルベチア人。
チュプラ
ナジュラの妹。《共有旗》支援部所属の看護師見習い。ハルベチア人。
ディヴァイリー卿
帝國四大狂種の一人、〈狂騎士〉。二つ名は〈忘れられた地獄〉(カタストロフ)。「囚人と紙飛行機」シリーズの中で度々言及される。13刀流の剣の使い手で帝國戒騎士団のメンバーだが、容姿は桃色の長髪と目を隠す仮面が特徴の幼い少女。マイペース。ラフテル・ミラン殺害やスディペイド収容所防衛及び革命軍の殲滅など数々の武功を挙げている。本名はアンジェルカ・ディヴァイリー。
カタストロフの夢
ラックス・ミラン
〈英雄〉ラフテル・ミランの長男でリックスの兄。戒騎士団長になるべく、日々修行に励んでいる。戦闘能力は高く、周りからも期待されていたが、ある事件をきっかけに自分の実力に自信が持てなくなってしまう。〈消失点〉の夜に家族と生き別れ、自身も第7戒騎士〈平和殺し〉ラヴェル・サヴエルとの戦闘で重症を負うが、第13戒騎士〈無我無忠〉セデロ・スカルコッタスの介入により生き延びる。その後、ともに生き延びたリルと逃亡生活を開始する。
リル・フォルナーラ
第4戒騎士〈歪曲師〉アンザッツ・フォルナーラの娘。リラックス兄弟とアンジェルカの幼なじみ。姉御肌で時に厳しく時に優しい、宮殿のアイドル。ラックスに密かに想いを寄せるが気づかれていない。〈消失点〉の夜に母を目の前で殺されたことで錯乱したが、リラックス兄弟に命を助けられ正気を取り戻す。その後は、ラックスと共に逃亡生活を開始する。
アンジェルカ・ランス
第5戒騎士〈廃棄処分〉ルバート・ランスの娘。桃色の髪を持つ、小柄で華奢な少女。無口で恥ずかしがり。母親がおらず、幼少期はリルの家で育てられた。一見か弱く見えるが、ラフテルをして「天才」と言わしめる潜在能力を持つ。〈消失点〉の夜、行方知れずとなった。
ラフテル・ミラン
かつての大戦の〈英雄〉。第1戒騎士にして、帝國戒騎士団長。最強を誇り、皇帝アルスの唯一無二のパートナーだった。〈消失点〉の夜、家族と別れ皇帝アルスの元に向かう途中で「ディヴァイリー卿」と遭遇し、戦死。
アンザッツ・フォルナーラ
第4戒騎士。二つ名は〈歪曲師〉(ヒネクレ)。明るくおちゃらけた性格の青年。大戦中は〈種族〉部隊の一員として、ラフテルを助けた。身近にあるものをなんでも武器として使用し、かなり卑怯な戦い方も平気で行う。〈消失点〉の夜、最初に異変に気がつき皆に知らせた。その後、家族と別れ宮殿の様子を見ていた時に第2戒騎士〈最終防壁〉ガル・ジルフィードに遭遇、交戦。追い詰められるも、二人が戦っていた部屋を自分ごと爆破することで相手に傷を負わせた。
ルバート・ランス
第5戒騎士。二つ名は〈廃棄処分〉(ジェノサイドスイッチ)。使用武器はハルバート。種族だが温厚で平和を好む、優しい男性。「本気になればラフテルよりも強い」と言われている。〈消失点〉の最初の犠牲者。
ガル・ジルフィード
第2戒騎士。二つ名は〈最終防壁〉(ケースバイゲージ)。
ラヴェル・サヴエル
第7戒騎士。二つ名は〈平和殺し〉(パラダイスロスト)。マーレットとコンビを組む。
マーレット・トレス
第11戒騎士。二つ名は〈慈害博害〉(ファニーラヴ)。ラヴェルとコンビを組む。
アルス・ノヴァⅡ世
帝国クリプトの二代目皇帝。
帝國戒騎士団
帝國最強の騎士団。選ばれた13人の精鋭からなる。現役の団員と戦って勝つか、団員が死んだことで空いた枠をかけた争いに勝つことで入団できる。
第1戒騎士
〈英雄〉ラフテル・ミラン(死亡)→
〈忘れられた地獄〉アンジェルカ・ディヴァイリー
第2戒騎士
〈最終防壁〉ガル・ジルフィード(死亡)
第3戒騎士
不明
第4戒騎士
〈歪曲師〉アンザッツ・フォルナーラ(死亡)
第5戒騎士
〈廃棄処分〉ルバート・ランス(死亡)
第6戒騎士
不明
第7戒騎士
〈平和殺し〉ラヴェル・サヴエル(死亡)
第8戒騎士
〈右折許可〉フィガロ・モザート(死亡)
第9戒騎士
不明
第10戒騎士
不明
第11戒騎士
〈慈害博害〉マーレット・トレス(死亡)
→リャルル・トレス
第12戒騎士
不明
第13戒騎士
〈無我無忠〉セデロ・スカルコッタス

## 既刊一覧

### 小説
- 猫ロ眠@囚人P（著）『囚人と紙飛行機』PHP研究所、全5巻
  1. 「少年パラドックス」2012年5月29日発売、ISBN 978-4-569-80441-5 / 文庫版 2015年9月4日発売 ISBN 978-4-569-76435-1
  2. 「少女アポリア」2012年11月15日発売、ISBN 978-4-569-80962-5
  3. 「裏方アンチノミー」2013年6月26日発売、ISBN 978-4-569-81275-5
  4. 「青年パラドキシカル」2014年10月27日発売、ISBN 978-4-569-82113-9
  5. 「青年ノーサイド」2015年1月30日発売、ISBN 978-4-569-82387-4
- 猫ロ眠@囚人P（著）『囚人と前後史曲 粛清モラトリアム』PHP研究所、2016年6月2日発売、ISBN 978-4-569-83105-3
- 猫ロ眠@囚人P（著）『カタストロフの夢』角川書店→KADOKAWA/角川書店、全2巻
  1. 「卑怯者は夢を乞う」2013年10月31日発売、ISBN 978-4-041-01065-5
  2. 「傲慢者は夢に酔う」2014年2月28日発売、ISBN 978-4-041-01251-2

### 漫画
- 猫ロ眠@囚人P（原作）・紅村岬（作画） 『囚人と紙飛行機 少年パラドックス』 メディアファクトリー、全3巻
  1. 2013年2月27日発売、ISBN 978-4-8401-5022-4
  2. 2013年6月27日発売、ISBN 978-4-8401-5078-1
  3. 2013年10月26日発売、ISBN 978-4-8401-5346-1